# Rugger Ardizoia
Rinaldo Joseph „Rugger“ Ardizoia (* 20. November 1919 in Oleggio, Italien; † 19. Juli 2015 in San Francisco, Kalifornien) war ein Pitcher der Major League Baseball. Der 1,80 m große Rechtshänder war einer von nur sieben gebürtigen Italienern, die jemals in der Major League gespielt haben. Er bestritt 1947 ein Spiel für die New York Yankees und war zum Zeitpunkt seines Todes das älteste noch lebende ehemalige Mitglied des Teams.

## Biografie
Ardizoia wurde in Oleggio, Italien, geboren. Im Alter von 27 Jahren trat er am 30. April 1947 im Sportsman’s Park am Ende des siebten Innings für die Yankees gegen die St. Louis Browns an. Er warf zwei Innings für New York und traf auf insgesamt zehn Batter, wobei er vier Hits, einen Walk und zwei Earned Runs erlaubte.
Ardizoias Baseballkarriere in der Minor League erstreckte sich über fünfzehn Spielzeiten und begann 1937 bei den Mission Reds. Er verpasste drei Spielzeiten, als er von 1943 bis 1945 im Zweiten Weltkrieg diente und spielte 1946 für die Oakland Oaks in der Pacific Coast League. Nach seinem Debüt in der Major League kehrte er bis 1950 in die PCL zurück und beendete dann 1951 seine Karriere bei den Dallas Eagles in der Texas League.
Ardizoia starb am 19. Juli 2015 an den Folgen eines Schlaganfalls, den er eine Woche zuvor erlitten hatte. Zum Zeitpunkt seines Todes war er das älteste noch lebende ehemalige Mitglied der New York Yankees sowie der älteste in einer Gruppe von fast 1.500 Spielern, die in genau einem Spiel der Major League gespielt haben.